# アレンテージョ
アレンテージョ（Alentejo (イギリス: [ˌælənˈteɪʒuː] AL-ən-TAY-zhoo, ポルトガル語: [ɐlẽˈtɛʒu] ( 音声ファイル))）は、ポルトガル中南部に位置する地方。名前は"além do Tejo"（テージョ川の下）に由来する。テージョ川により北部と分けられ、南部はアルガルヴェ地方と接する。4つの準地域に分けられる。アルトゥ・アレンテージュ（上アレンテージョ）、バイシュ・アレンテージュ（下アレンテージョ）、セントロ・アレンテージュ（中央アレンテージョ）、アレンテージュ・リトラルである。主要都市はエヴォラ、ポルタレグレ、ベージャ、シネスである。地方内には776,585人の人口（2001年調査）があり、面積は26,000平方キロメートル（一画の住民数は30人）である。旧来の5分割された地方の一つである。

## 地理
地形学上、田園地帯はずいぶんと変化に富み、開放的な南部の平原から北東のスペイン国境に近い花崗岩の丘まである。水の供給の必要から、この地方には多くの公共ダムが建設されており、最もよく知られるのはアルクエヴァ・ダムである。

## 自然

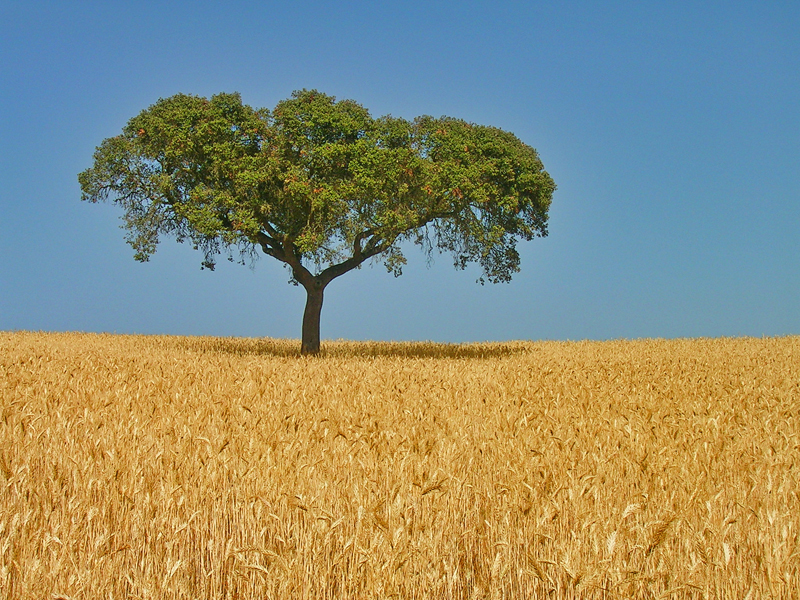
アレンテージョの風景

ポルタレグレの東部にダ・セルラ・デ・サン・マメデ国立公園（Parque National Da Serra de São Mamede）があり、公園内には中世からわずかな変化しかなかったかわいらしい村々がある。メルトラ近郊の南ではヴァーレ・グアディアナ国立公園（Parque National do Valle Guadiana）がある。西部にはシネスの港から下ってサン・ヴィセンテまで海岸が続く。

## 経済
穀物生産と豊かな土壌から、ポルトガルでは「パンのバスケット」として知られる地域である。ほんの一部である主要都市を除くと、農業・牧畜業・木材業が主な産業である。典型的なチーズ、ワイン、燻製ハム・ソーセージ、の数種類がアレンテージョで作られる。チーズでは、ケイジョ・デ・セルパ、ケイジョ・デ・エヴォラ、ケイジョ・デ・ニーザが知られる。ワインではヴィーニョ・アレンテージョ、ヴィーニョ・ド・レドンド、が知られる。他に大理石や石炭、オリーブオイルとコルクガシ、また鉱山業は重要な経済活動の一つである。

## 準地域
- アレンテージュ・センラトル
- アレンテージュ・リトラル
- アルトゥ・アレンテージュ
- バイシュ・アレンテージュ
- リジーリア・ドゥ・テージュ